# 782 Montefiore
A 782 Montefiore (ideiglenes jelöléssel 1914 UK) a Naprendszer kisbolygóövében található aszteroida. Johann Palisa fedezte fel 1914. március 18-án.